# AKUT Association de recherches et secours
AKUT est une association turque de secours et de sauvetage.
Elle a été créée en 1996, après qu'en 1994, deux alpinistes perdus dans la montagne du Bolkar ne purent être sauvés.
Elle compte 200 membres et 200 volontaires.
AKUT est membre de l'Organisation internationale des chiens de sauvetage.